# 벨 파울리
벨 파울리(영어: Bel Powley, 1992년 3월 7일 ~ )는 잉글랜드의 배우이다.

## 출연 작품
- 2017년 《메리 셸리: 프랑켄슈타인의 탄생》 - 클레어 클레어몬트 역
- 2017년 《늑대인간의 후예》
- 2018년 《더 벨 자》
- 2018년 《화이트 보이 릭》
- 2018년 《애쉬 인 더 스노우》